# Giulia Quintavalle
Giulia Quintavalle (Livorno, 6 de marzo de 1983) es una deportista italiana que compitió en judo.
Participó en dos Juegos Olímpicos de Verano, obteniendo una medalla de oro en Pekín 2008, en la categoría de –57 kg, y el quinto lugar en Londres 2012, en la misma categoría.
En los Juegos Europeos de Bakú 2015 consiguió una medalla de bronce en la prueba por equipo.

## Palmarés internacional
| Juegos Olímpicos | Juegos Olímpicos  | Juegos Olímpicos  | Juegos Olímpicos |
| Año              | Lugar             | Medalla           | Categoría        |
| ---------------- | ----------------- | ----------------- | ---------------- |
| 2008             | Pekín (China)     | Medalla de oro    | –57 kg           |
| Juegos Europeos  |                   |                   |                  |
| Año              | Lugar             | Medalla           | Categoría        |
| 2015             | Bakú (Azerbaiyán) | Medalla de bronce | Equipo           |